# 圣马丁瑟佩尔
圣马丹瑟佩尔（法語：Saint-Martin-Sepert，法語發音：[sɛ̃ maʁtɛ̃ səpɛʁ]）是法国科雷兹省的一个市镇，属于布里夫拉盖亚尔德区。

## 地理
圣马丹瑟佩尔（45°26'4"N, 1°28'17"E）面积15.71 平方千米，位于法国新阿基坦大区科雷兹省，该省份为法国中南部省份，北起上维埃纳省和克勒兹省，西接多爾多涅省，南至洛特省，东临多姆山省和康塔爾省。
与圣马丹瑟佩尔接壤的市镇（或旧市镇、城区）包括：特罗什、维茹瓦。
圣马丹瑟佩尔的时区为UTC+01:00、UTC+02:00（夏令时）。

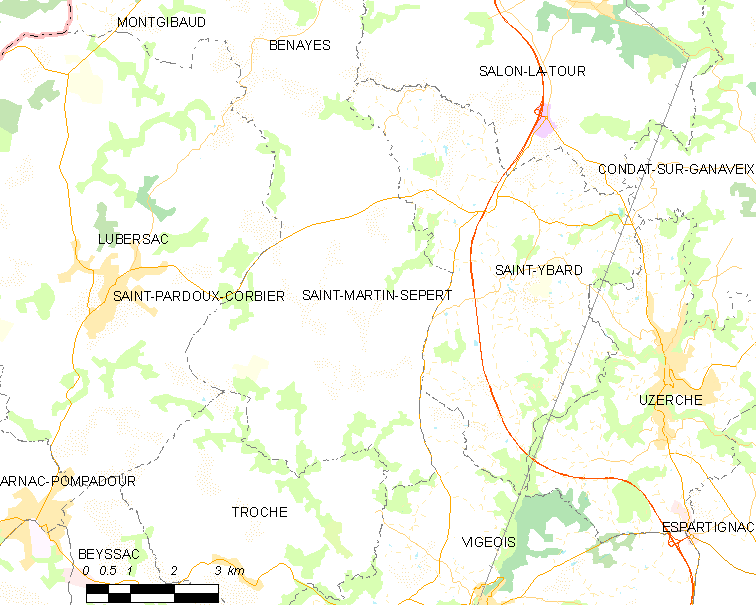
圣马丹瑟佩尔的OSM定位图

## 行政
圣马丹瑟佩尔的邮政编码为19210，INSEE市镇编码为19223。

## 政治
圣马丹瑟佩尔所属的省级选区为于泽什县。

## 人口

1962-2008年间圣马丹瑟佩尔人口变化图示

圣马丹瑟佩尔于2022年1月1日时的人口数量为267人。